# Frutillar
Frutillar est une ville et une commune du Chili faisant partie de la province de Llanquihue, elle-même rattachée à la région des Lacs.

## Géographie

### Situation
La commune de Frutillar est située au sud de la Vallée Centrale du Chili au bord du lac lac Llanquihue. Frutillar se trouve à 990 km à vol d'oiseau au sud de la capitale Santiago et à 45 km au nord de Puerto Montt capitale de la Région des Lacs.

### Démographie
En 2012, la population de la commune de Frutillar s'élevait à 16 386 habitants. La superficie de la commune est de 831 km2 (densité de 20 hab./km2).

## Culture et patrimoine
Frutillar accueille chaque année les Semaines musicales de Frutillar (Semanas Musicales de Frutillar) au Teatro del Lago.

Position de Frutillar (en rouge) au sein de la Région des Lacs.